# Sturmvogel – Flugverband der Werktätigen
Der  Sturmvogel – Flugverband der Werktätigen e. V. war ein deutscher Luftsportverband der Arbeiterbewegung in der Weimarer Republik. Er wurde 1929 gegründet, um Mitgliedern aus einfachen Verhältnissen den Luftsport mit dem Schwerpunkt Flugmodelle und Segelflug zu ermöglichen. 1932 war er bereits der größte einzelne Luftsportverein in Deutschland mit fast 200 Ortsgruppen und zwanzigtausend Mitgliedern. Nach der Machtergreifung durch die Nationalsozialisten wurde er 1933 zwangsweise aufgelöst und sein Vermögen beschlagnahmt.

## Name
Benannt war die Vereinigung nach dem Sturmvogel, verschiedener Vögel aus der Familie der Sturmvögel.

## Geschichte
Die Gründung des Vereins erfolgte 1929 in Berlin. Den Vorsitz übernahm Walther Binder. Offiziell parteipolitisch neutral stand er aufgrund der parteipolitischen Ausrichtung seiner Mitglieder und Funktionäre der Sozialdemokratischen Partei Deutschlands, der Deutschen Demokratischen Partei und dem Reichsbanner nahe. Die Polizei vermutete sogar, die Gründung erfolgte als Nebenorganisation und im Auftrag des Reichsbanner. Zweck war es, einfachen Arbeitern den Luftsport nahezubringen und ihnen den Erwerb einer Pilotenlizenz zu ermöglichen, da bürgerliche Vereine oder militärisch ausgerichtete Fliegerkameradschaften zu teuer oder nicht bereit waren, diese in ihren Reihen aufzunehmen. So kostete 1930 der vierwöchige Segelflugkurs an einer Segelflugschule der Rhön-Rossitten-Gesellschaft 150 Reichsmark, damit ungefähr den Monatslohn eines gelernten Arbeiters, für eine Motorflugausbildung an einer Flugschule des Deutschen Luftfahrt-Verbands auf einen Leichtflugzeug zahlte man 750 Reichsmark. Im Jahr 1931 lag der monatliche Mitgliedsbeitrag des Sturmvogel bei 1 ℛℳ (entspricht heute etwa 5 Euro), für Lehrlinge und Jugendliche bis 18 Jahre bei 50 Pf. Aufgrund der beschränkten Finanzmittel seiner Mitglieder lag der Schwerpunkt der Ausbildung im Bau und Betrieb von Flugmodellen und dem Segelfliegen. Motorfliegen wurde nur vereinzelt betrieben. Die Geschäftsstelle befand sich auf dem Flughafen Berlin-Tempelhof, auf dem auch die verbandseigene Motorflugstaffel stationiert war. Sie verfügte unter anderem über Klemm L20, Klemm Kl 25, Junkers K 16, Focke-Wulf A 16 sowie Dornier Komet II. Im Juli 1932 wurde auf dem Flugplatz Johannisthal eine Motorflugschule eröffnet, die mit mehreren U 12a Flamingo ausgestattet war. Die meisten Mitglieder waren jedoch in Segelfluggruppen organisiert, die mit den typischen Konstruktionen der Zeit wie dem Schulgleiter „Zögling“, aber auch eigenen Konstruktionen flogen. Die offizielle verbandseigene Zeitschrift erschien monatlich und hieß Sturmvogel – Die Luftfahrt-Zeitschrift der Werktätigen.
Bereits 1930 hatte der Verein 149 Ortsgruppen, um 1932 auf um die 200 Ortsgruppen mit zwanzigtausend Mitglieder anzuwachsen. Er war damit bei der Auflösung der größte einzelne Luftsportverein in Deutschland. Im Jahre 1930 wurde er in den deutschen Luftrat aufgenommen und war damit neben dem Deutschen Luftfahrt-Verband, der Rhön-Rossitten-Gesellschaft, dem Aero-Club von Deutschland, dem Deutschen Modell- und Segelflug-Verband und dem Ring Deutscher Flieger ein stimmberechtigter Luftfahrverband im höchsten deutschen Luftsportgremium.
Der Fliegerverband Sturmvogel lehnte jegliche Militarisierung des Luftsports ab. Luftsport und Flugverkehr sollte der Völkerverständigung dienen und diese ermöglichen. Aufgrund dieser pazifistischen Haltung und Loyalität zur Weimarer Republik wurde der Flugsportverband Sturmvogel nach der Machtergreifung durch die Nationalsozialisten zwangsweise aufgelöst und sein Vermögen einschließlich Fluggerät konfisziert. Die anderen Luftsportverbände und -vereine wurden zusammen mit den Fliegerstürmen von SA, SS und Stahlhelm unter dem Deutschen Luftsportverband vereinigt, offiziell der neue nationale Luftsportverband, tatsächlich jedoch eine paramilitärischen Tarnorganisation zur Aufstellung der Luftwaffe und die Vorgängerorganisation des Nationalsozialistischen Fliegerkorps.

## Bekannte Mitglieder
- Gottlieb Branz (1896–1972), Kommunalpolitiker
- Walter Kreiser (1898–1958), Flugzeugkonstrukteur und Journalist, Angeklagter im Weltbühne-Prozess
- August Reitz (1885–1969), Gewerkschafter, ab 1930 zweiter Vorsitzender
- Emil Stahl (1879–1956), Politiker, Mitglied des Preußischen Landtags
- Karl Steinhoff (1892–1981), Politiker,  Minister des Innern der DDR
- Ernst Udet (1896–1941), Jagdflieger, Generalluftzeugmeister der Wehrmacht